# Вале тудо
Вале тудо (португалски Vale tudo) е стил на водене на борба практически без защитни средства и без ограничение на позволените средства. Превежда се от португалски буквално като „всичко струва“ или „всичко важи“. Произлиза от комбинацията на различни системи за борба и бойни изкуства с който един борец трябва да бъде подготвен цялостно, както за борба на пода, изправен тяло в тяло или на дистанция. Смята се за най-пълната система за борба и един от най-популярните контактни спортове в Япония, Холандия, САЩ и др.

## История
Идеята за Вале тудо се заражда в Бразилия, като форма за организиране на битки между школата на фамилия Грейси, създала Бразилско Джу Джуцу и школи принадлежащи към други системи за борба и бойни изкуства. Оформя се в търсене на един общ език, където всяка школа може изяви своя пълен арсенал от техники без да бъде ограничена и възпрепятствана от спортни правилници облагодетелстващи едни стилове повече от други. Вследствие на това в съзтзанията по вале тудо се разрешават удари с ръце, крака, лакти и колене, хвърляния, изкълчвания, душене. Защитни средства нормално почти не се ползват. Ограничения в прилаганите техники и похвати обикновено също няма.